# سوتارو یاسوناگا
سوتارو یاسوناگا (انگلیسی: Sotaro Yasunaga؛ زادهٔ ۲۰ آوریل ۱۹۷۶) بازیکن فوتبال اهل ژاپن است.
از باشگاه‌هایی که در آن بازی کرده‌است می‌توان به باشگاه فوتبال کاشیوا ریسول، باشگاه فوتبال یوکوهاما مارینوس، و باشگاه فوتبال شیمیزو اس-پالس اشاره کرد.
وی همچنین در تیم ملی فوتبال زیر ۲۰ سال ژاپن بازی کرده‌است.